# Hana Hegerová
Hana Hegerová, rozená Carmen Mária Štefánia (Beatrix) Farkašová, (20. října 1931 Bratislava – 23. března 2021 Praha) byla slovensko-česká zpěvačka a herečka, označovaná za nekorunovanou královnu československého šansonu. Zahraniční kritici ji nazývali Velkou dámou šansonu, Edith Piaf z Prahy, nebo také Šansoniérkou se slovanskou duší. Prosadila se především jako zpěvačka šansonů. Široké publikum i odbornou kritiku zaujala hlavně schopností dramaticky interpretovat text. Mimo Československo uznání sklidila hlavně v německy mluvících zemích.

## Životopis
Narodila se v rodině bankovního ředitele. V letech 1937–1942 navštěvovala baletní školu ve Slovenském národním divadle v Bratislavě. Po maturitě na gymnáziu v Komárně se chtěla dostat na vysokou školu ekonomickou. Když jí to bylo kvůli jejímu třídnímu původu znemožněno, pracovala v komárenských strojírnách a přednášela na tamní učňovské škole. Ve věku 15 let se zálibou poslouchala americké vysílání ze Stuttgartu, kde se hrála mimo jiné swingová muzika.
V letech 1951 až 1953 absolvovala odborný divadelní kurz při státní konzervatoři. Poté se stala členkou Divadla Petra Jilemnického v Žilině. V roce 1954 se vdala za divadelního ředitele Dalibora Hegera. V roce 1955 se rodině narodil syn Matúš. Manželství vydrželo jen tři roky do roku 1957. Syna Matúše nakonec vychovával otec, neboť Hegerová bydlela v podnájmu a věnovala se kariéře.
V roce 1954 hrála titulní roli ve filmu Frona pod uměleckým jménem Hana Čelková. V roce 1957 působila v bratislavské Tatra revue, kde se poprvé představila jako zpěvačka. Od roku 1961 vystupovala v pražském Divadle Rokoko. V letech 1962 až 1966 vystupovala v divadle Semafor, kde hrála v pásmu písniček Zuzana je zase sama doma, Zuzana není pro nikoho doma a v Dobře placené procházce. S kolegy ze Semaforu hrála i ve filmu Kdyby tisíc klarinetů (role Edity).
V letech 1967 a 1968 hostovala v pařížské Olympii, což ji v zahraničí vyneslo přezdívku Édith Piaf z Prahy. V Semaforu ji začátkem 90. let nahradila šansoniérka Renata Drössler, která převzala i její repertoár.
Dosáhla velkých mezinárodních úspěchů svou interpretací původních i cizích šansonů. Absolvovala celou řadu úspěšných vystoupení doma i v zahraničí. V roce 1967 vystoupila s francouzsky zpívanými písněmi v pařížské Olympii a na Světové výstavě v Montréalu. Její gramofonové desky byly vydávány v Německu, vystupovala v televizních pořadech Německé demokratické republiky. V 70. letech 20. století se umisťovala pravidelně v první desítce ankety Zlatý slavík.
V roce 1979 jí banka omylem zaslala na účet vyšší finanční částku za honoráře z let 1976 a 1977, které patřily Karlu Gottovi. Hegerová se podle vlastních slov domnívala, že jde o honorář z Německa, a peníze si ponechala. Soud jí za to udělil roční nepodmíněný trest odnětí svobody. Prezident republiky Gustáv Husák jí 23. dubna 1981 udělil milost, takže ve vězení strávila půl roku.
V období kolem let 2002 a 2003 pravidelně čtyřikrát ročně koncertovala v pražském Divadle Kalich, kde se setkala například s Jankem Ledeckým. Dne 12. srpna 2011 ohlásila konec své koncertní kariéry.
V říjnu 2015 zemřel její jediný syn Matúš. V roce 2017 vyšlo protestsongové dvojalbum se skoro 50 písněmi nazvané Protestsongy 1966–2017, zahrnuta byla i nově zazpívaná verze „Modlitby pro Martu“, na které se podílela i Hegerová.
Zemřela 23. března 2021 ve věku 89 let v Nemocnici na Homolce kvůli komplikacím po prodělané zlomenině krčku.

## Mlýnské kolo v srdci mém
V roce 2010 vydala Hana Hegerová poslední album, Mlýnské kolo v srdci mém, a to 23 let po předchozí desce Potměšilý host.

Album obsahuje písně, jejichž texty u sebe měla Hana Hegerová několik let, někdy již od zesnulých autorů jako v případě Pavla Kopty nebo Pavla Vrby.
Namísto bilancování se zaměřila na tematickou rozmanitost.
Vedle písní o rozdílném světě mužů a žen je na albu duet s Jaromírem Nohavicou a také beatbox.
Mlýnské kolo v srdci mém se stalo třetí nejprodávanější deskou roku,
uznáváno bylo též hudební kritikou.
V říjnu 2011, po roce od vydání převzala Hana Hegerová od vydavatelství Supraphon diamantovou desku za více než půl druhého milionu prodaných nosičů.

## Spolupráce
Spolupracovala s dvojicí Petr Hapka a Michal Horáček. V 70. a 80. letech byl jejím textařem Pavel Kopta (1930–1988). Další texty pro ni připravila např. Jiřina Fikejzová. Oba psali jak text vlastní, tak přeložený.
Od roku 1965 do roku 1990 ji doprovázel hudební klavírista a skladatel Milan Dvořák.
Později spolupracovala se skladatelem Petrem Maláskem, který byl se svou skupinou dvě desetiletí jejím hudebním doprovodem. Společně vystupovali na přibližně 2500 koncertech. V roce 1994 Hegerová a Malásek koncertovali v německém Stuttgartu společně s jazzovým kontrabasistou Robertem Balzarem.

## Ocenění
V roce 2002 obdržela od prezidenta Václava Havla medaili Za zásluhy. Byla držitelkou rytířské hvězdy francouzského Řádu umění a literatury. Dne 28. března 2012 obdržela na Staroměstské radnici čestné občanství Prahy 1 a šek na 250 000 Kč.
Dne 4. dubna 2013 byla povýšena na komandéra francouzského Řádu za zásluhy. Z rukou francouzského velvyslance Pierra Lévyho převzal řád v zastoupení její vnuk. Podle vyjádření velvyslance byl zpěvačce udělen za významné přispění k propagaci francouzského šansonu a francouzské kultury obecně.
Dne 28. října 2014 jí český prezident Miloš Zeman udělil Řád Tomáše Garrigua Masaryka I. třídy. Slovenský prezident Andrej Kiska jí 7. ledna 2016 na Bratislavském hradě udělil Řád Ľudovíta Štúra II. třídy.

## Diskografie
Řadová alba
- 1966, 1990, 2006, 2016 – Šansony Pozn.: Každé vydání mělo jinou obálku!
- 1971, 1996, 2006 – Recital
- 1974, 1995, 2006 – Recital 2
- 1977, 1995, 2006 – Lásko prokletá
- 1987, 1995, 2006 – Potměšilý host
- 1987, 1997 – Chansons
- 2010, 2011 – Mlýnské kolo v srdci mém Pozn.: Reedice s DVD!

Živá alba
- 1991, 1997 – Live
- 1998 – Bratislava live
- 2006 – Hana Hegerová
- 2015 – Recital '70

Kompilace
- 1984, 1995 – Ohlédnutí
- 1991, 1997 – Paběrky Pozn.: První vydání 2 CD, reedice ve zkrácené podobě na 1 CD!
- 1997 – Rýmování o životě
- 2005 – Můj dík (H. H. zpívá písně Pavla Kopty)
- 2006 – Všechno nejlepší
- 2009 – Paběrky a pamlsky
- 2013 – Zlatá kolekce 1957–2010
- 2016 – Cesta
- 2017 – Omrvinky

EP
- 1965 – Prague Songs
- 1969 – Hana Hegerová

Zahraniční alba
- 1967 – Ich – Hana Hegerová
- 1972 – So geht es auf der Welt
- 1974 – Fast ein Liebeslied
- 1975 – Wir für euch

## Filmografie
- 1954 – Frona
- 1957 – Tam na konečné
- 1960 – Policejní hodina
- 1960 – Přežil jsem svou smrt
- 1962 – Neděle ve všední den
- 1962 – Zhasněte lampióny
- 1963 – Konkurs (režie: Miloš Forman)
- 1963 – Naděje
- 1964 – Kdyby tisíc klarinetů
- 1966 – Dobře placená procházka (televizní film)
- 1967 – Ta naše písnička česká
- 1974 – Třicet případů majora Zemana
- 1988 – Lovec senzací
- 1989 – Fabrika na oficíry (TV minisérie)
- 1991 – Poslední motýl
- 2006 – Kde lampy bloudí
- 2008 – Česká RAPublika

## Televize
- 1968 Co nikdy nepochopím (TV recitál)